# William Stinson Soule
Pour les articles homonymes, voir Soule.
William Stinson Soule (28 août 1836 - 12 août 1908) est un photographe de l'Ouest américain, principalement connu pour ses portraits d'Amérindiens.

## Biographie
William Stinson Soule est né le 28 août 1836 à Turner dans le Maine. Lorsque éclate la guerre de Sécession en 1861, il s'engage dans l'Union Army et participe le 17 septembre 1862 à la bataille d'Antietam où il est blessé. Après la guerre, il ouvre un studio de photographie à Chambersburg en Pennsylvanie mais lorsque ce dernier prend feu en 1867, il part dans l'Ouest et s'installe à Fort Sill dans le Territoire indien l'année suivante. Il y reste durant six ans et devient le photographe officiel du poste militaire. Il documente la construction du fort mais s'attache particulièrement à photographier les Amérindiens.
Il retourne à Washington en 1875 où il se marie et s'installe pour un temps à Philadelphie, puis dans le Vermont et enfin à Boston en 1882. Il meurt le 12 août 1908 à Brookline dans le Massachusetts.

## Galerie

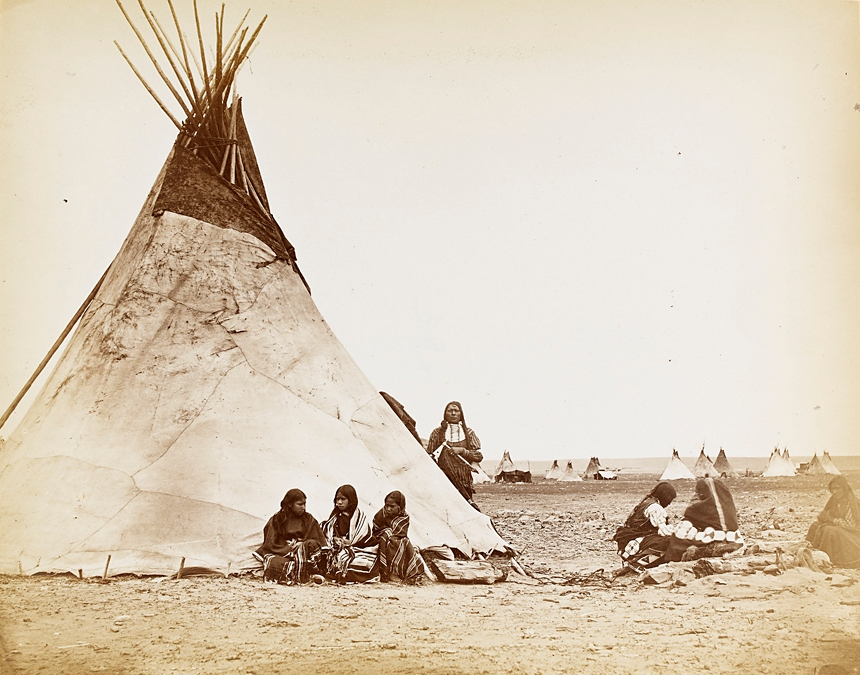
Campement arapaho
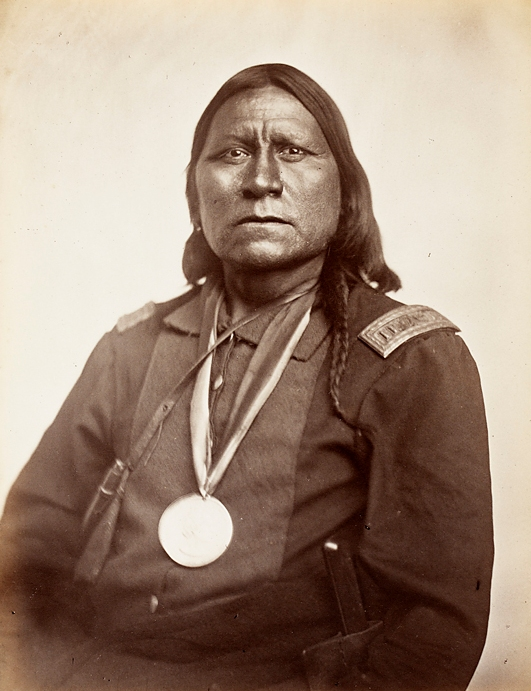
Satanta
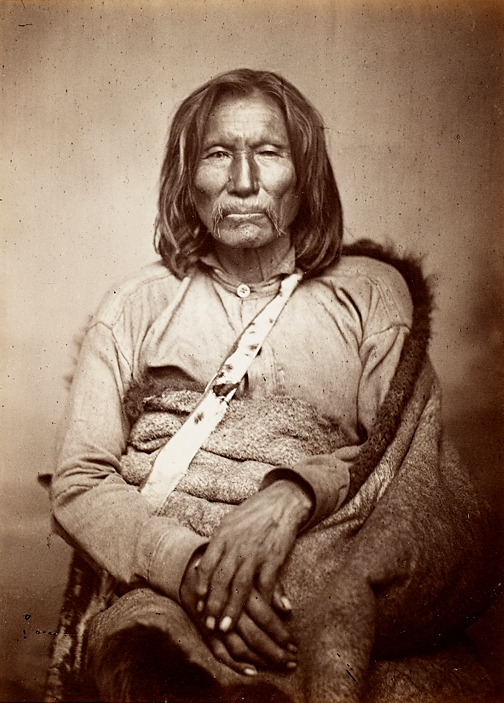
Satank
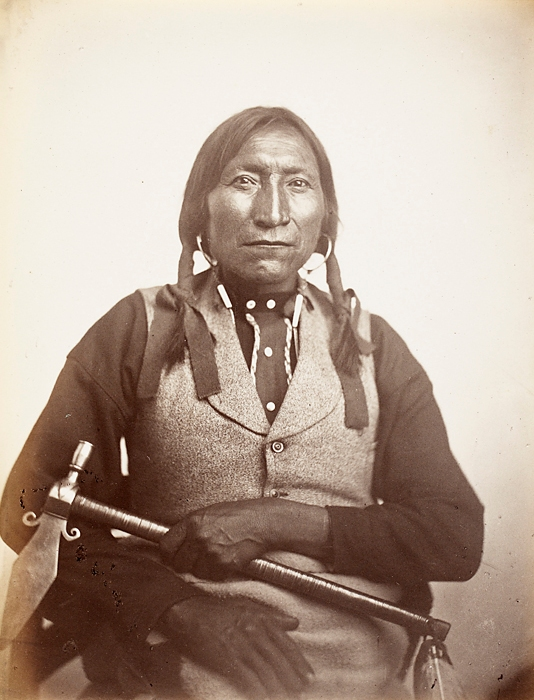
Lone Wolf